# グリーンスリーブス

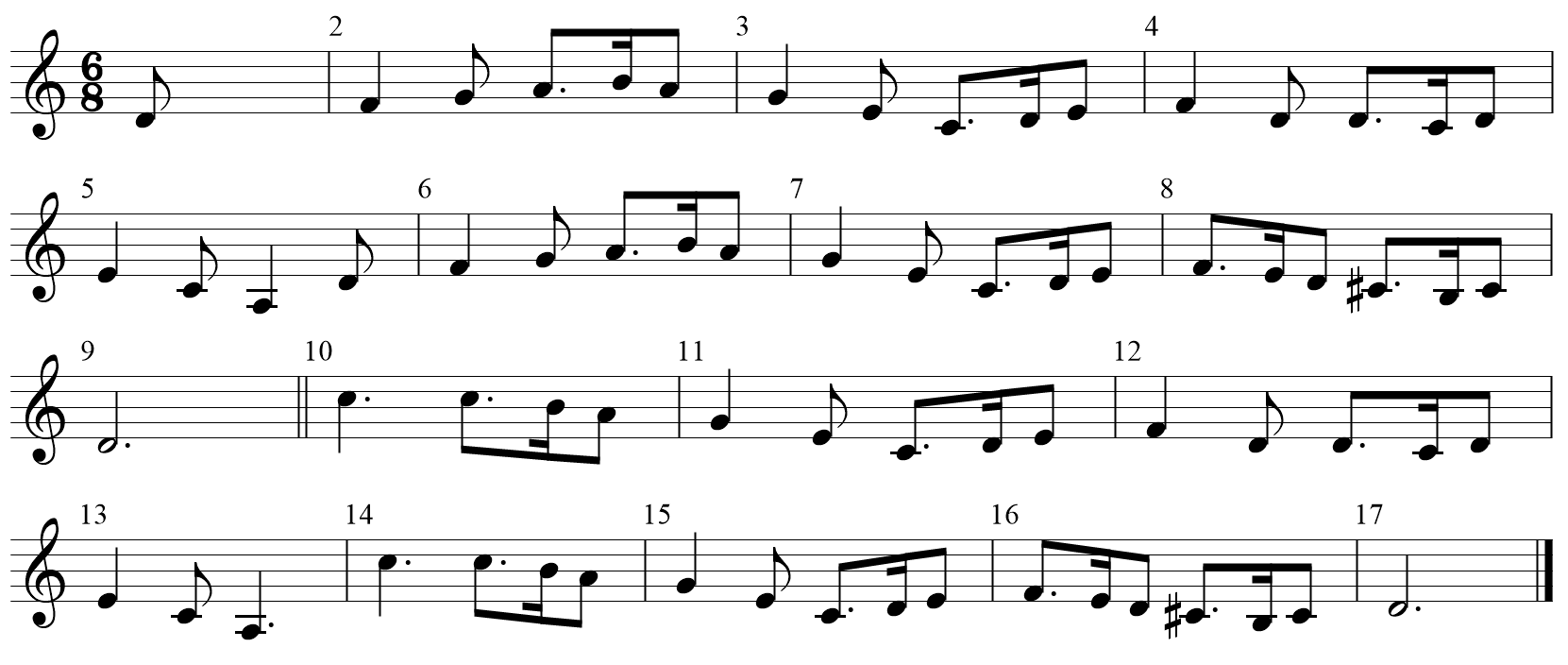
グリーンスリーブスの楽譜

「グリーンスリーブス」または「グリーンスリーヴズ」（英語原題：Greensleeves）は、伝統的なイングランドの民謡で、ロマネスカと呼ばれる固執低音の旋律をもつ。原曲については作者不詳となっているほか、チューン（節まわし、いわゆるメロディーの骨格）は2種類存在していた可能性があるが、どちらも不明である。

## 概説

### 起源
エリザベス朝の頃、イングランドとスコットランドの国境付近の地域で生まれたといわれているが、前述の通りその起源は厳密には判っていない。記録では、1580年に、ロンドンの書籍出版業組合の記録に、この名の通俗的物語歌（EN）が、「レイディ・グリーン・スリーヴスの新北方小曲（A New Northern Dittye of the Lady Greene Sleeves）」として登録されているが、この印刷文は未だ発見されていない。またこの歌は、1584年の『掌中の悦楽』のなかで、「レイディ・グリーン・スリーヴスの新宮廷風ソネット（A New Courtly Sonnet of the Lady Green Sleeves）」として残っている。このため、以下のような未解決問題が生じている。すなわち、古く登録された「グリーンスリーヴス」の歌のチューンがそのまま今日まで流布したのか、あるいは2つの歌のチューンが別だとすれば、そのいずれが今日広く知られている曲なのか、である。現存する多数の歌詞は、今日知られているチューンに合わせて作詞されている。
この歌は16世紀半ばまで口頭伝承で受け継がれ、17世紀にはイングランドの誰もが知っている曲となった。また、リュート用の楽譜も、17世紀初頭にはロンドンで出版されている。

### 作曲者の伝説

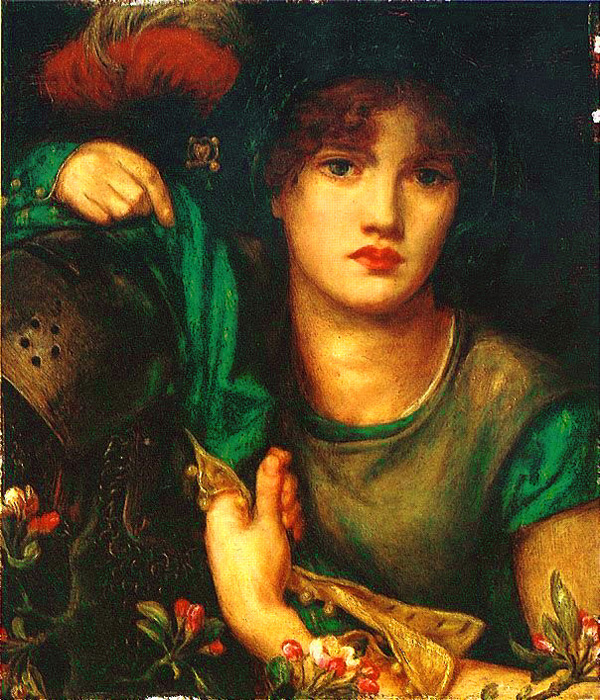
My Lady Greensleeves
ダンテ・G・ロセッティ画

広く流布している伝説ではあるが、証拠が確認できないものに、この曲はヘンリー8世（1491年 - 1547年）が、その恋人で後に王妃となるアン・ブーリンのため作曲したというものがある。トマス・ブーリンの末娘であったアンは、ヘンリーの誘惑を拒絶した。この拒絶が歌の歌詞のなかに織り込まれていると解釈できる（「cast me off discourteously（（わが愛を）非情にも投げ捨てた）」という句が歌詞に入っている）。
この伝説は真偽不明であるが、歌詞は今日でもなお大衆の心の中で、一般にアン・ブーリンと関連付けられている。しかし実際のところ、ヘンリー8世がこの歌の作者であったということはありえないことである。なぜなら、歌はヘンリーが崩御した後でイングランドで知られるようになった詩のスタイルで書かれているからである。<真偽不明>

### 緑の袖の意味
ルネサンス期の服飾では、袖は身頃と別々に仕立てられたため、付け替えが可能であり、本体とは独立した一対として扱われていた。そして、この袖を恋人同士の愛の証として交換する風習があった。
つまり、歌詞リフレイン部の（振られた男性の手元に残る）袖は、相手女性そのものを指している。
また、恋愛を象徴する色の中で、緑は気まぐれな愛、失恋、恋心、不実な恋などを表している。草木の緑が季節で色を変えるように、移ろいやすいことの暗示である。
解釈の一つとして、「緑の服（a green gown）」というスラングが野外での男女の戯れを指すことから、歌の中のレディ・グリーン・スリーヴスは、性的に奔放な若い女性であり、場合によっては娼婦であったとするものもある。

### メロディーの旋法とバージョン
歌詞や旋律には、時代や地域ごとに様々なバージョンが存在する。イングランドの古典音楽の特徴を色濃く残すドリア旋法版（レ・ファー・ソ・ラー・シ・ラ…）と、近代西洋音楽の短音階と同様のエオリア旋法版（レ・ファー・ソ・ラー・「シ♭」・ラ…）では、前者の方が本来の古い形と考えられるが、現在では両方のバージョンともよく演奏される。民謡という性質上、どのバージョンも間違いではない。

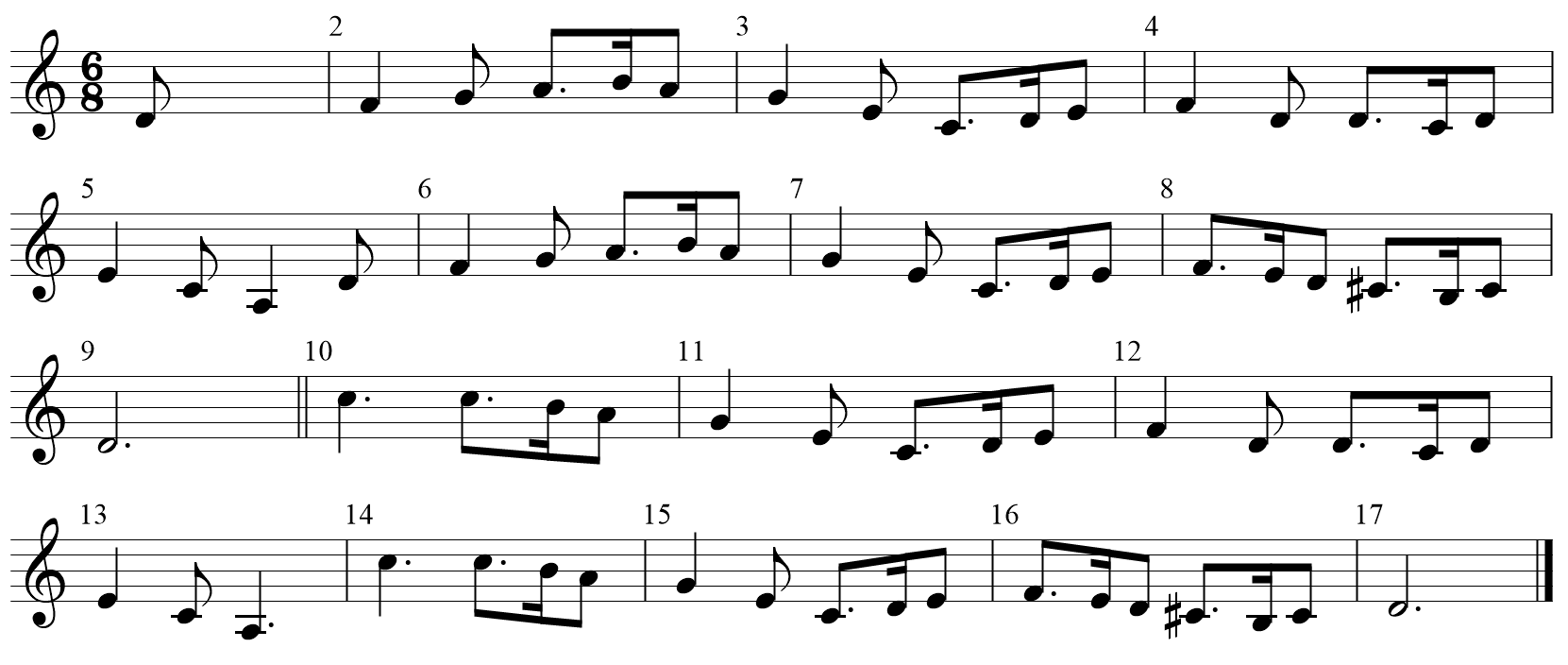
ドリア旋法版の楽譜例
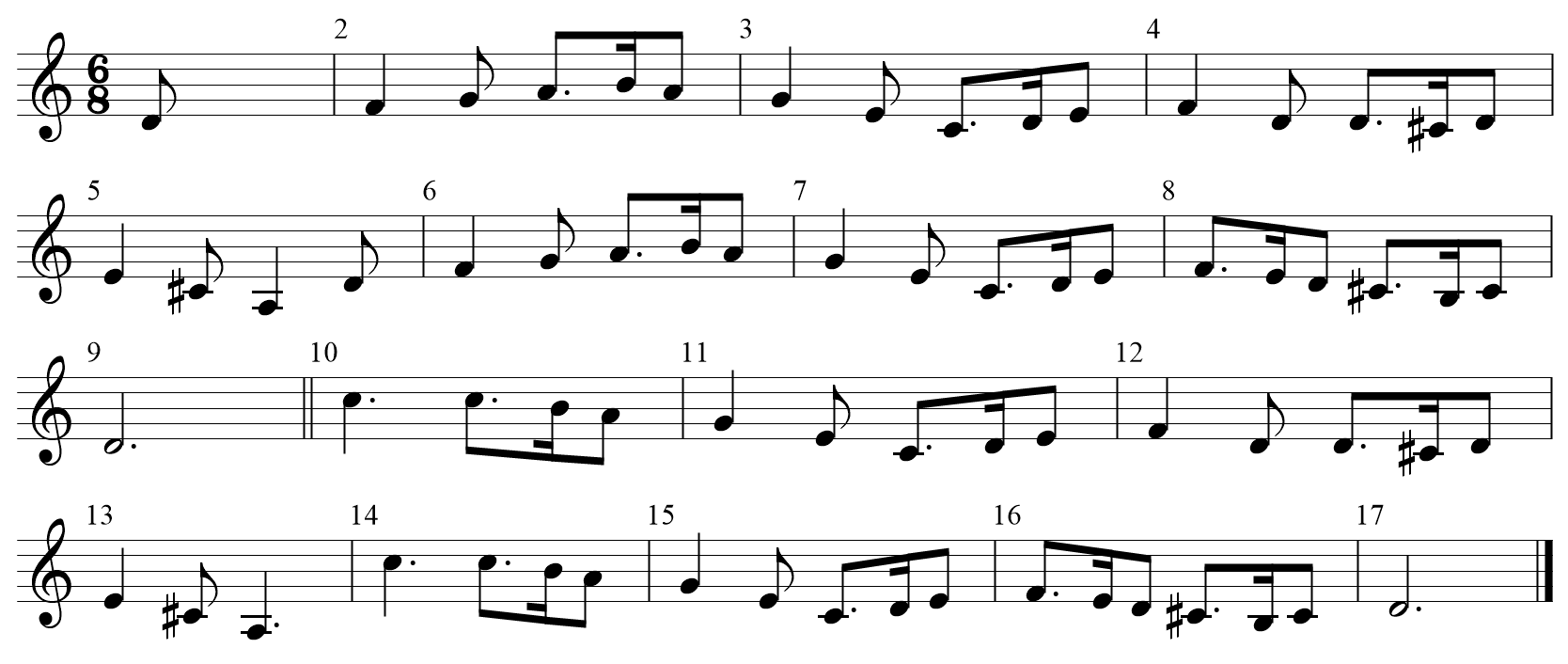
ドリア旋法版の別の楽譜例(第4・5小節、第12・13小節の「ド」に♯がついている)
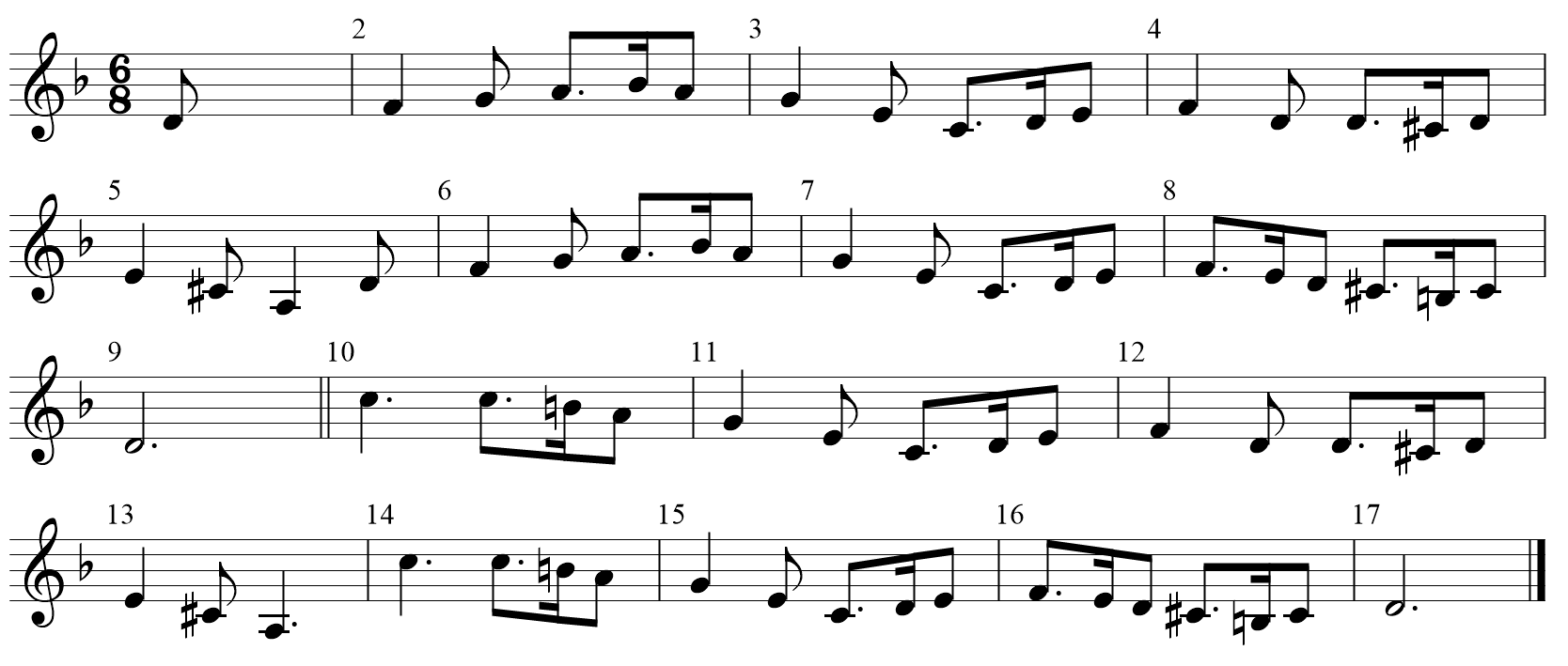
エオリア旋法版の楽譜例(調号の♭に注意)

## 歌詞
Alas, my love, you do me wrong,

To cast me off discourteously.

For I have loved you so long,

Delighting in your company.

Chorus:

Greensleeves was all my joy

Greensleeves was my delight,

Greensleeves was my heart of gold,

And who but my lady greensleeves.

ああ、私の愛した人は何て残酷な人、

私の愛を非情にも投げ捨ててしまった。

私は長い間あなたを愛していた、

側にいるだけで幸せだった。

グリーンスリーヴスは私の喜びだった、

グリーンスリーヴスは私の楽しみだった、

グリーンスリーヴスは私の魂だった、

あなた以外に誰がいるだろうか。
なお、日本語訳詞は複数あり、岩田宏、門馬直衛、三木おさむ、八木良子などによるものがある。

## 文学作品での言及
1602年頃に書かれた、シェイクスピアの喜劇『ウィンザーの陽気な女房たち』において、フォード夫人が説明なしで、「グリーンスリーヴス」のチューンに2度言及する場面があり、フォルスタッフは後に大声で叫ぶ。
Let the sky rain potatoes! Let it thunder to the tune of 'Greensleeves'!
空よ、じゃがいもの雨を降らせよ!　「グリーンスリーヴス」のチューンで雷鳴をとどろかせよ!
これらのほのめかしは、当時、この歌が一般によく知られていたことを物語っている。

## 派生作品
この旋律は、様々な曲の主題として用いられる。
- フェルッチョ・ブゾーニ：『悲歌集』 - 第4曲『トゥーランドットの居間』
- グスターヴ・ホルスト：『吹奏楽のための第2組曲』 - 第4曲『「ダーガソン」による幻想曲』の対旋律。なお、この第4曲は編曲されて弦楽合奏のための『セント・ポール組曲』にも転用された。
- レイフ・ヴォーン・ウィリアムズ：『グリーンスリーブスによる幻想曲』 - 上述の『ウィンザーの陽気な女房たち』を基にしたオペラ『恋するサー・ジョン』の間奏曲を編曲し、独立させた作品。

## カバー
いずれも基本的なチューンは同楽曲だが、歌詞やタイトルがアレンジされる場合がある。
- デビー・レイノルズ - 1962年の映画『西部開拓史』（How the West Was Won）の挿入歌。『牧場の我が家』（Home in the Meadow）のタイトルで制作。
- ザ・ベンチャーズ - 1965年のアルバム『The Ventures' Christmas Album』に「Snow Flakes」として収録
- ウェス・モンゴメリー - 1968年のアルバム『Road Song』に収録。
- ジェフ・ベック・グループ - 1968年のアルバム『トゥルース』に収録。インスト曲。
- オリビア・ニュートン＝ジョン - 1976年のアルバム『Come On Over』に収録。1990年にCD化された。
- ロリーナ・マッケニット - 1991年のアルバム『The Visit』に収録。
- 本田美奈子 - 2003年のアルバム『AVE MARIA』に収録。
- 大竹佑季 - 2005年のアルバム『GREENSLEEVES』に「Greensleeves 〜眠れぬ夜のために〜」として収録。
- KAKO - 2005年の恋愛ゲーム「きると」オープニングテーマ。「青空の彼方へ」のタイトルで制作。
- 押尾コータロー - 2006年のアルバム『COLOR of LIFE』に収録。
- ノルウェン・ルロワ - 2010年のアルバム『Bretonne』に「収録。
- 平原綾香 - 2011年のアルバム『my Classics3』に収録。
- 水瀬いのり - 2015年の劇場アニメ「心が叫びたがってるんだ。」の劇中のミュージカル『青春の向う脛』で歌われる歌。「わたしの声」のタイトルで制作。
- ジョン・コルトレーン - 1961年のアルバム『Africa/Brass』に初収録。同年のライブを音源とした1997年のアルバム『The　Complete　1961 Village Vanguard Recordings』にも2つのバージョンが収録されている。インスト曲。
- ブラックモアズ・ナイト - 1997年のアルバム『Shadow of the Moon』に収録。
- ポール・デスモンド - 1959年のアルバム 『First Place Again』に収録。当該曲ジャズ・アルトサキソフォンでの演奏における金字塔的名演。また、1971年にタウンホール (ニューヨーク)で、モダン・ジャズ・カルテットとのコラボで行われたクリスマスコンサートライブアルバム『PAUL DESMOND WITH THE MODERN JAZZ QUARTET LIVE IN NEW YORK 1971』にもライブ演奏が収録されている。

## その他
- 東京書籍の6年生の音楽科の教科書に2重奏の楽譜が掲載されている。
- 中学の器楽の教科書にアルトリコーダーで演奏する教材として記載されている。
- 京都バス32系統の自由乗降区間では同曲のオルゴールが流れる。